# Michał Kulenty
Michał Piotr Kulenty (ur. 3 marca 1956 w Warszawie, zm. 3 stycznia 2017 tamże) – polski kompozytor, multiinstrumentalista i pedagog.

## Życiorys
Urodzony w 1956 r. w Warszawie. Ukończył filologię polską na Uniwersytecie Warszawskim oraz klasę saksofonu na Akademii Muzycznej im. Fryderyka Chopina w Warszawie. Pracował w Biurze Programowym Polskiego Radia. Brał udział w festiwalach muzyki współczesnej i jazzowej. Koncertował w Polsce i za granicą, m.in. w Japonii. W swoim dorobku fonograficznym nagrał ponad 40 płyt. Łączył jazz, polski folklor i liczne odwołania do religii.
Zmarł nad ranem 3 stycznia 2017 w wyniku choroby nowotworowej. Został pochowany 9 stycznia na Cmentarzu Wojskowym na Powązkach w kwaterze B/12 (1/5).

## Odznaczenia
- Krzyż Kawalerski Orderu Odrodzenia Polski (2015)[6][7]
- Złoty Medal „Zasłużony Kulturze Gloria Artis” (2016)[6]

## Wybrana dyskografia
- Polska (1990)
- Głos na rozstaju (1996)
- Impresje (2003)
- Przesłanie (z Marcinem Maseckim) (2006)
- Dusza w uszach (2016)